# Zucchero filato (Donatella Moretti)
Zucchero filato è un album della cantante Donatella Moretti pubblicato nel 2000 dalla San Paolo Audiovisivi.

## Tracce
1. Laudato Sii, O Mio Signore (Loriana Lana, Luis Enríquez Bacalov)
2. Italia Ità (L. Lana, L. E. Bacalov)
3. Natale magico (L. Lana, L. E. Bacalov)
4. Arriva, arriva la Befana (L. Lana, L. E. Bacalov)
5. Che bello Carnevale (L. Lana, L. E. Bacalov)
6. È un mito papà (L. Lana, L. E. Bacalov)
7. È Pasqua (L. Lana, L. E. Bacalov)
8. A Salvo (L. Lana, L. E. Bacalov)
9. Ninna nanna nanna mamma (L. Lana, L. E. Bacalov)
10. Basi musicali